# Hyundai Aslan
Hyundai Aslan — седан представницького класу, який вироблявся та продавався компанією Hyundai з 2014 по 2017 рік. 

## Опис

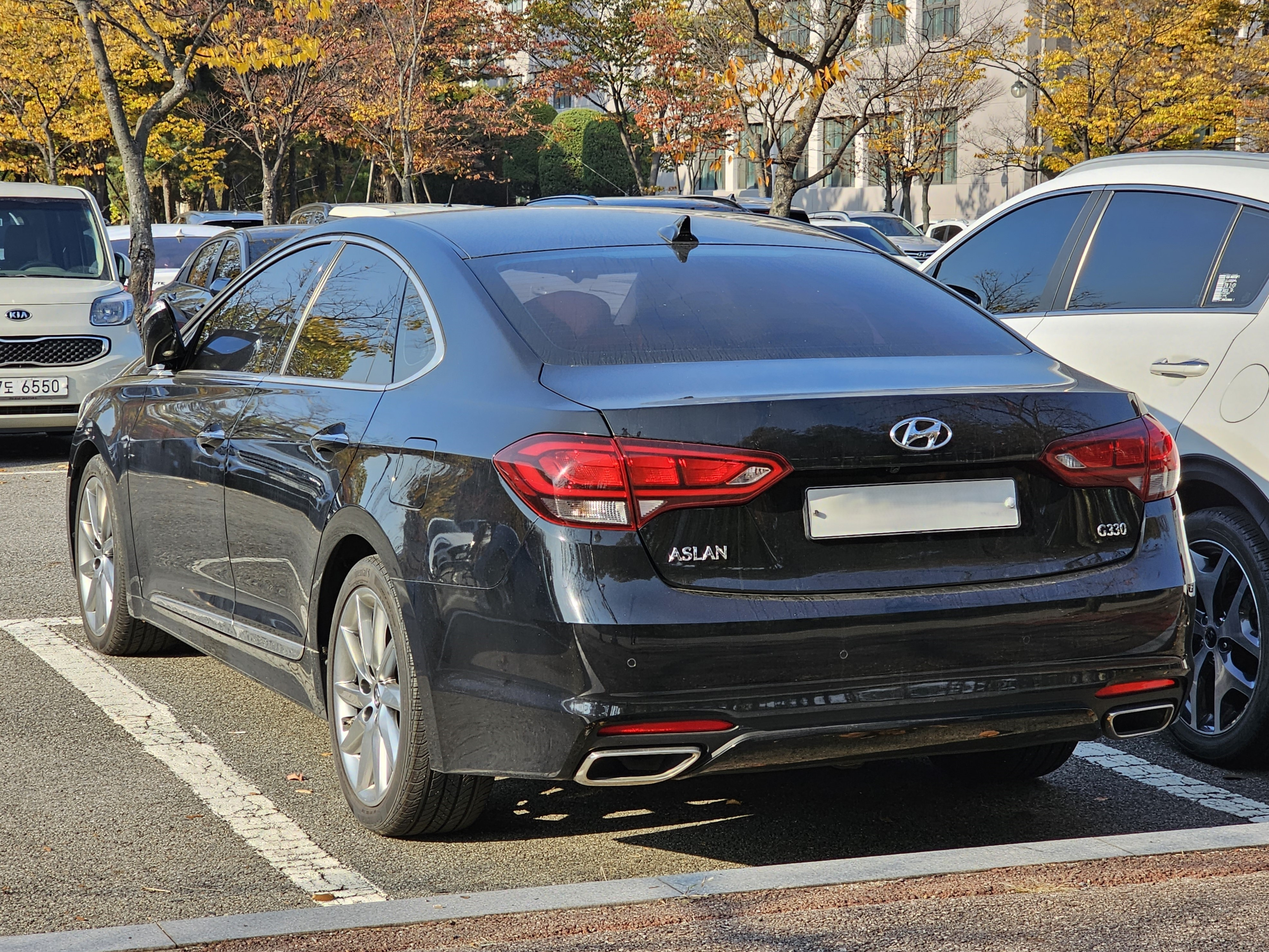

Його зовнішній дизайн та дизайн інтер'єру схожі на задньопривідний Genesis, але він використовує передньопривідну платформу Y6, як і Grandeur. За розміром він розташований між Grandeur та Genesis, замінивши сегмент ринку, який раніше займав Dynasty . 
«aslan» турецькою означає «лев»

### Двигуни
Бензин:
- 3,0 л Lambda II GDI V6
- 3,3 л Lambda II GDI V6